# Costin Gheorghe
Costin Gheorghe (* 8. ledna 1989 Bukurešť) je rumunský fotbalista arumunského původu, který v současnosti hraje za klub Academica Clinceni na pozici záložníka. V minulosti hrál za klub Sportul Studențesc. Jeho sestra Elena Gheorghe je známá rumunská zpěvačka, která reprezentovala Rumunsko na Eurovision Song Contest 2009.
Dne 5. září 2009 vstřelil dalekonosný gól v zápase II. ligy proti FC Snagov. Další dalekonosný gól vstřelil v zápase Cupa României proti Dinamu II Bukurești, který Sportul vyhrál 5:0. Hrál také za klub Gaz Metan Mediaș.